# Yuri Sena
Yuri Sena dos Reis Batista (sinh ngày 3 tháng 1 năm 2001 tại Salvador, Brasil), là một cầu thủ bóng đá người Brasil hiện đang chơi ở vị trí Thủ môn cho câu lạc bộ Vitória và Đội tuyển bóng đá U-17 quốc gia Brasil.